# Pavone Canavese
Pavone Canavese (Pavon in piemontese) è un comune italiano di 3 627 abitanti della città metropolitana di Torino in Piemonte.

## Geografia fisica
Nel territorio comunale di Pavone Rientra in buona parte il sito Sic della Paraj Auta con il suo punto più elevato, il monte Appareglio (quota 354 m.) su cui cima sono stati rinvenute tracce di presenze umane fin dalla presitoria. Poco a nord di quest'ultimo si trova il monte delle banche con il rispettivo passo delle banche (281 m) Che segna il confine con Ivrea. I versanti dei colli sono ricoperti di Boschi e Vigne.  A sud dell'abitato nella pianura il Torrente Ribes confluisce nel Chiusella. In questa sono presenti del laghetti artificiali e zone Boscose giungendo poi a Confinare con Romano Perosa e San Martino. A est invece sono presenti parecchi cantoni e gruppi di cascine che vanno a confinare con San Bernardo d'Ivrea. Mentre a Ovest si trovano Samone Banchette e Colleretto Giacosa.

## Storia
Villaggio fondato dai Romani da cui il toponimo Pagus (villaggio, borgo), o pagone (grosso villaggio) o podoascum (luogo palustre adibito al pascolo), mentre «è da scartare (…) l'origine della parola Pavone dal relativo volatile», nonostante il pavone compaia sullo stemma comunale, scelto da Alfredo d'Andrade, che nel 1885 acquistò il Castello di origine medievale riservandoselo «come propria residenza».

### Simboli
Lo stemma e il gonfalone sono stati concessi con decreto del presidente della Repubblica del 15 luglio 1982.
Lo stemma rappresenta su campo d'oro un pavone roteante d'azzurro; con il capo di rosso, alla croce d'argento. Il gonfalone è un drappo partito di bianco e di azzurro.

## Monumenti e luoghi d'interesse
- Il castello

- Il ricetto
- Le chiese
  - Chiesa parrocchiale di Sant'Andrea Apostolo (XIX secolo)
  - Chiesa della Beata Vergine delle Grazie (XVII secolo)
  - Chiesa di San Rocco (XVI - XVIII secolo)
  - Chiesetta campestre di San Grato
- Percorso naturalistico e archeologico della Paraj Auta
- Fondazione Alfredo d'Andrade
- Boschi e Paludi di Bellavista (SIC/ZSC), condiviso con il comune di Ivrea

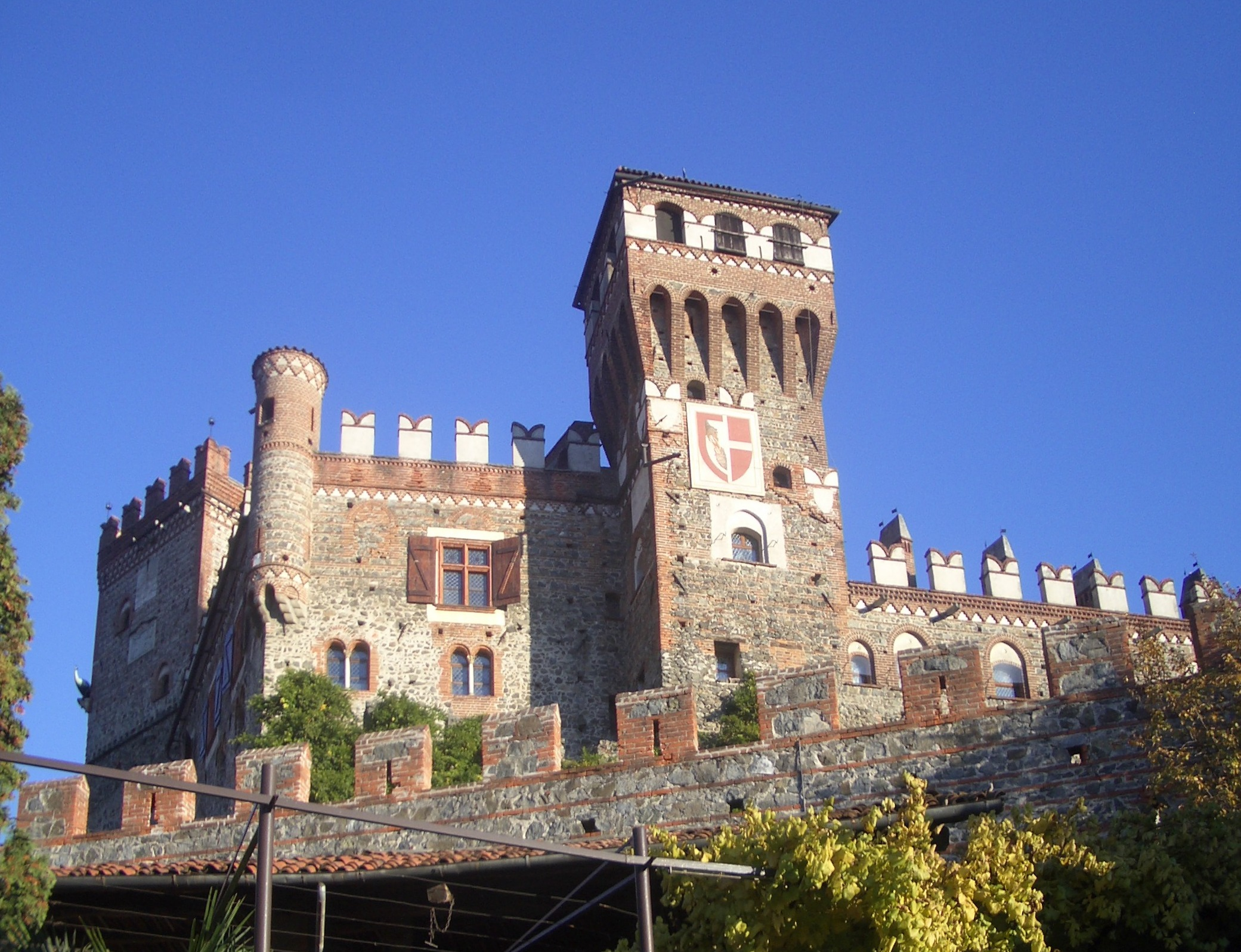
Il castello
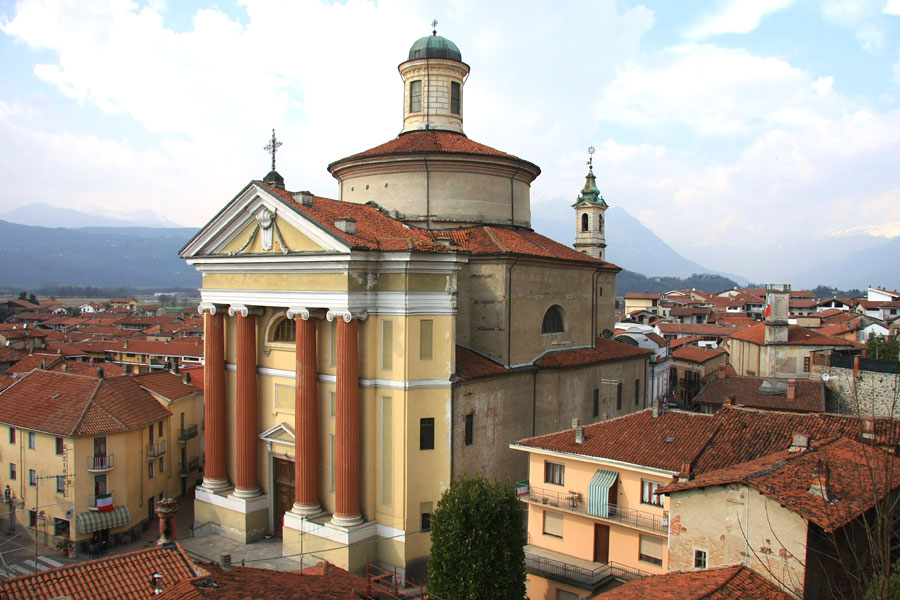
Veduta con la parrocchiale di Sant'Andrea
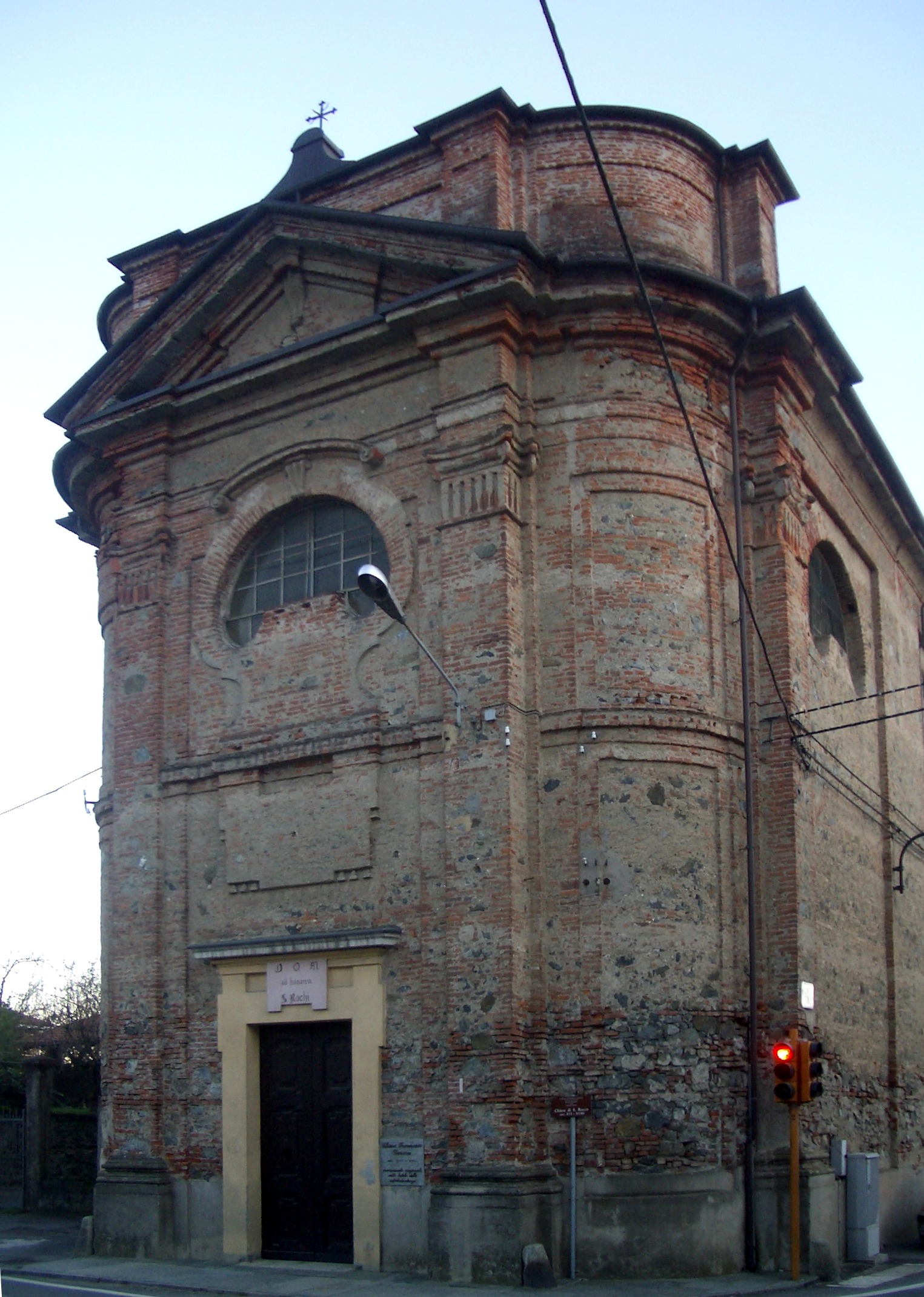
Chiesa di San Rocco, monumento nazionale
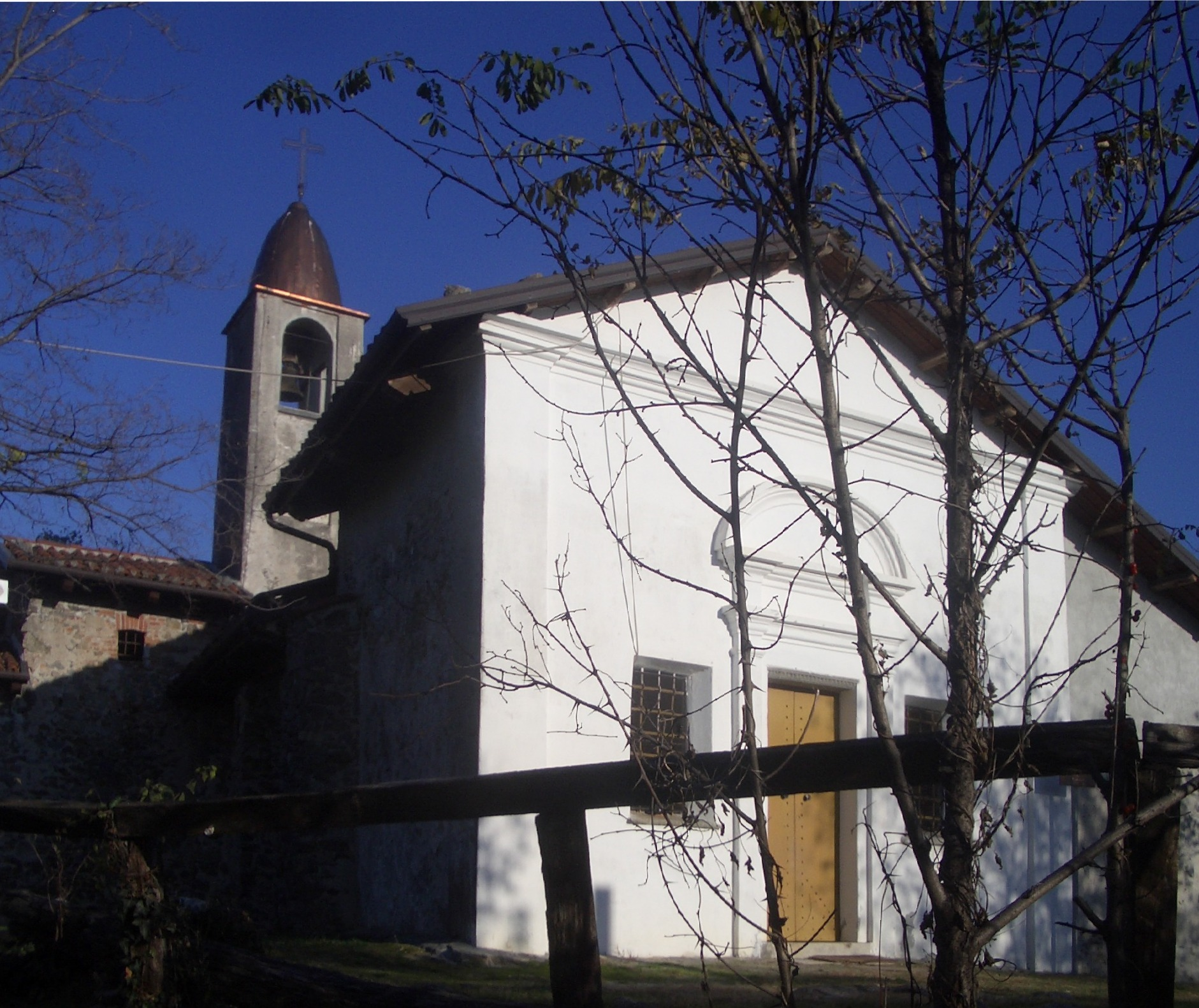
Chiesetta campestre di San Grato
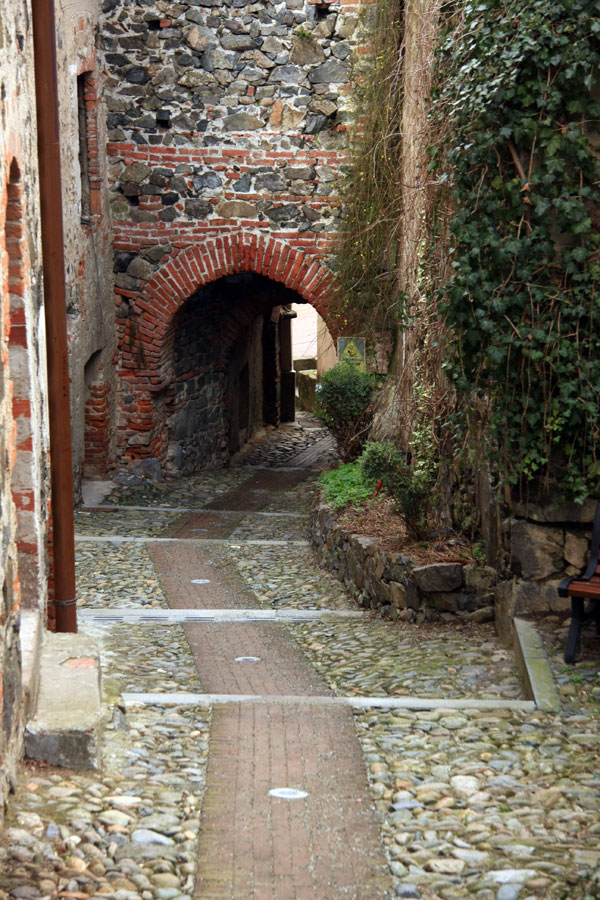
Uno degli accessi al ricetto
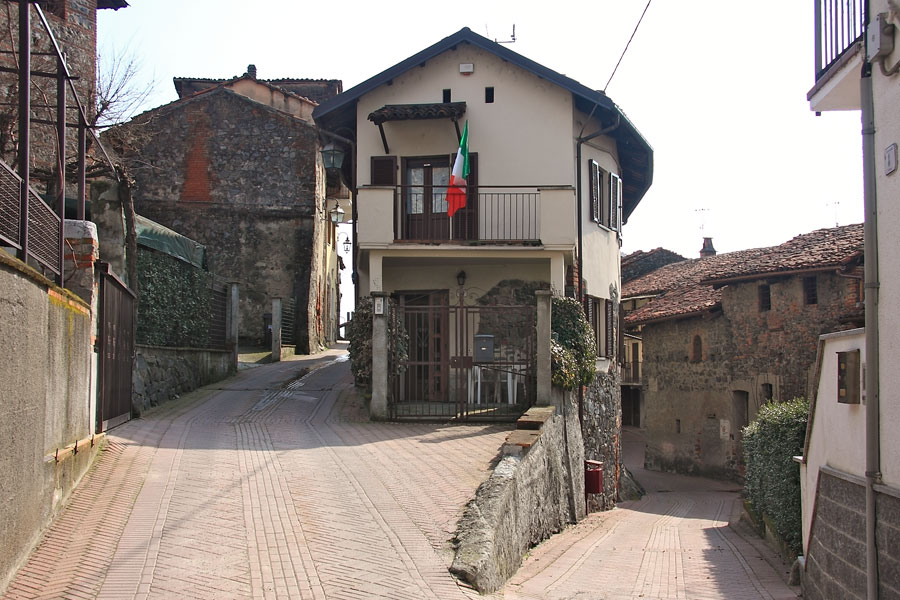
Scorcio del ricetto
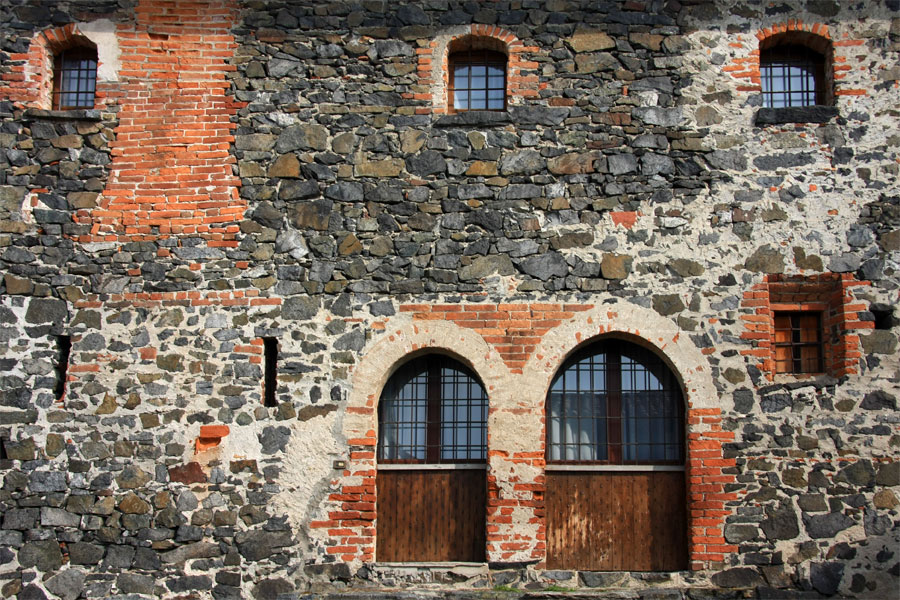
Strutture del ricetto
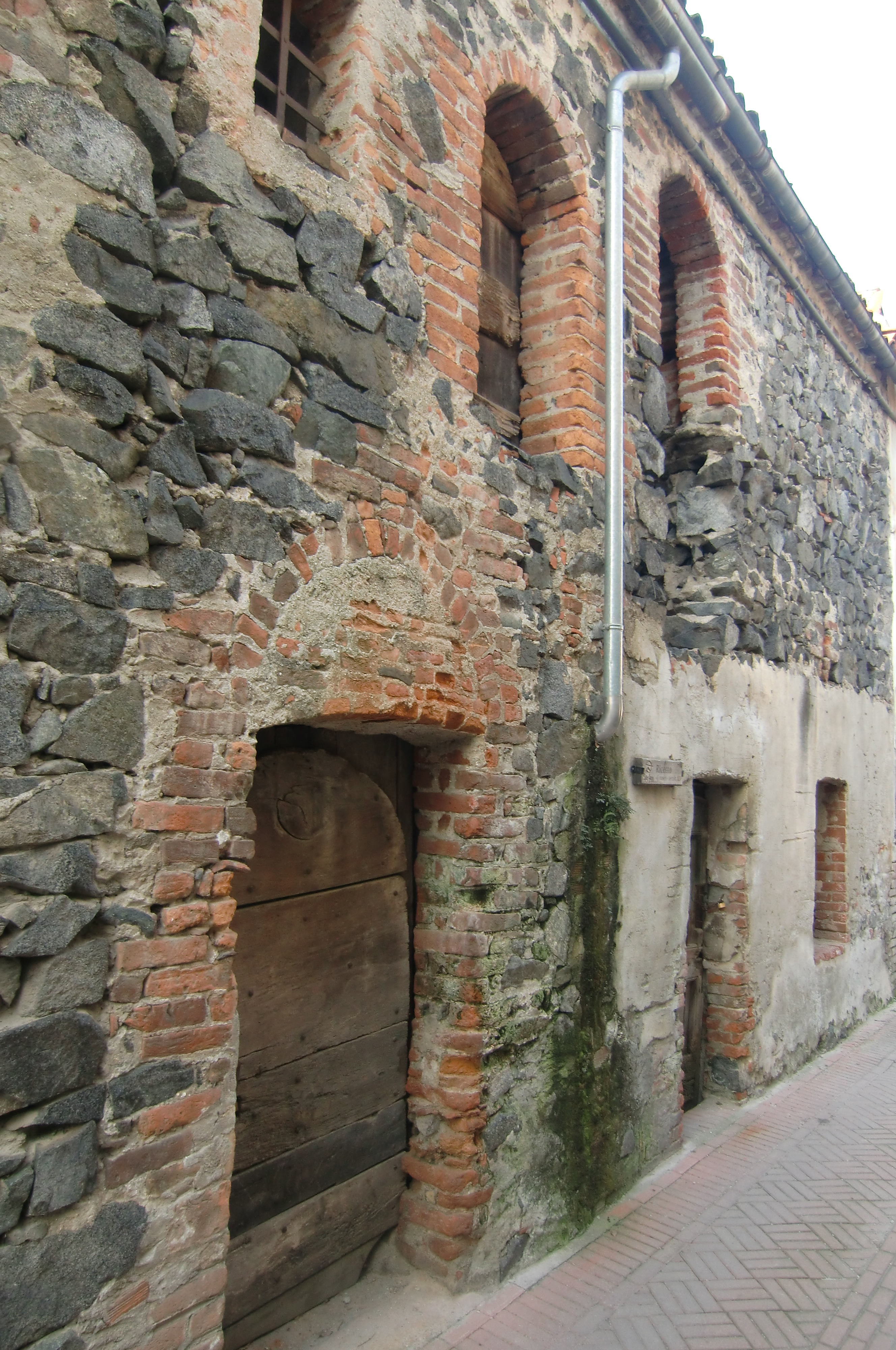
Vecchia casa nel ricetto

## Società

### Evoluzione demografica
Abitanti censiti

## Amministrazione

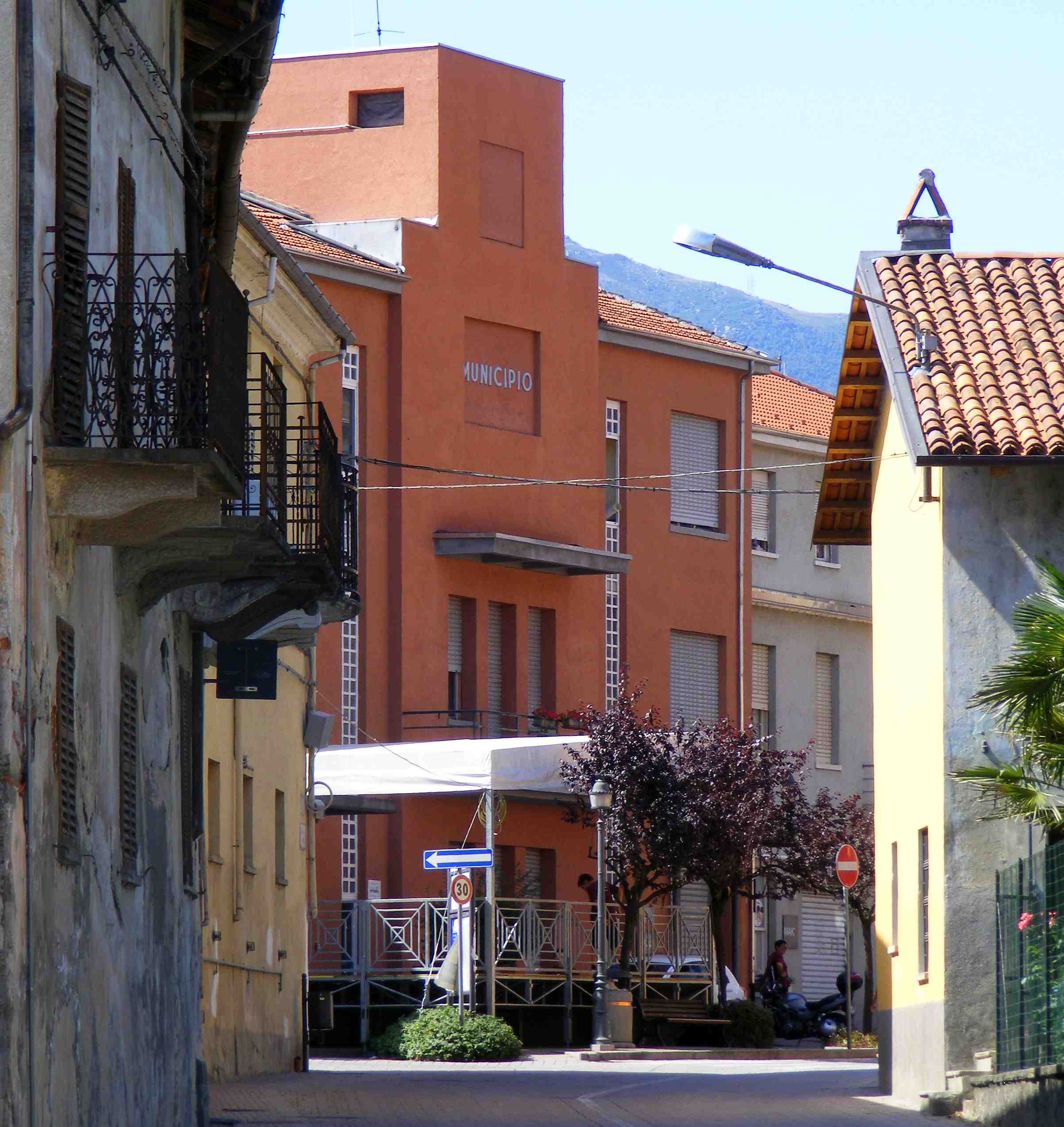
Il municipio

| Periodo | Periodo   | Primo cittadino             | Partito      | Carica  | Note |
| ------- | --------- | --------------------------- | ------------ | ------- | ---- |
| 2004    | 2009      | Maria Francesca Cornelio    | lista civica | Sindaco |      |
| 2009    | 2014      | Maria Aprile                | lista civica | Sindaco |      |
| 2014    | 2018      | Alessandro Andrea Perenchio | lista civica | Sindaco |      |
| 2019    | in carica | Endro Giacomo Bevolo        | lista civica | Sindaco |      |